# Volleybalvereniging Huizen 2022-2023
Questa voce raccoglie le informazioni riguardanti il Volleybalvereniging Huizen nelle competizioni ufficiali della stagione 2022-2023.

## Stagione
Il Volleybalvereniging Huizen partecipa alla stagione 2022-23 senza alcuna denominazione sponsorizzata, utilizzando l'acronimo Prima Donna Kaas Huizen.
Dopo un ottavo posto nella regular season di Eredivisie, si classifica secondo nella Pool B.

## Organigramma societario
Area direttiva
- Presidente: Maarten Bokhoven
- Manager: Frits Bleeker

Area organizzativa
- Custode: Job Veerman

Area tecnica
- Allenatore: Teunis Buijs
- Assistente allenatore: Hans Vreeling, Ronald de Joode, Arno Koster
- Scoutman: Maarten Koster
- Preparatore atletico: Hein Macnack

Area sanitaria
- Fisioterapista: Remco Larooi

## Rosa
| N° | Nome                 | Ruolo | Data di nascita   | Nazionalità sportiva |
| -- | -------------------- | ----- | ----------------- | -------------------- |
| 1  | Michiel Koster       | P     | 1998              | Paesi Bassi          |
| 2  | Wessel Timmerman     | P     | 6 gennaio 2004    | Paesi Bassi          |
| 3  | Jens de Hoogh        | S     | 21 giugno 1999    | Paesi Bassi          |
| 4  | Alex Meijs           | S     | 1999              | Paesi Bassi          |
| 5  | Alec Kleiman         | C     | 2003              | Paesi Bassi          |
| 6  | Thijs van Gessel     | L     | 2000              | Paesi Bassi          |
| 7  | Lucas Gustavsson     | C     | 23 ottobre 1999   | Svezia               |
| 8  | Martijn van Rooijen  | S     | 27 agosto 2003    | Paesi Bassi          |
| 9  | Marlison Kleinmoedig | O     | 1997              | Paesi Bassi          |
| 10 | Derwin Colina        | O     | 1991              | Paesi Bassi          |
| 11 | Peter Langevoort     | C     | 30 settembre 1996 | Paesi Bassi          |
| 12 | Jesse Zegeling       | L     | 1998              | Paesi Bassi          |
| 13 | Timo de Koning       | L     | 2002              | Paesi Bassi          |
| 14 | Viggo Meeuwenoord    | S     | 2002              | Paesi Bassi          |
| 15 | Nick Rijnsent        | C     | 1995              | Paesi Bassi          |
| 18 | Oskar Von Sydow      | P     | 9 settembre 1999  | Svezia               |

## Statistiche

### Statistiche di squadra
| Competizione | Punti | In casa | In casa | In casa | In trasferta | In trasferta | In trasferta | Totale | Totale | Totale |
| Competizione | Punti | G       | V       | P       | G            | V            | P            | G      | V      | P      |
| ------------ | ----- | ------- | ------- | ------- | ------------ | ------------ | ------------ | ------ | ------ | ------ |
| Eredivisie   | 19/21 | 15      | 6       | 9       | 15           | 5            | 10           | 30     | 11     | 19     |
| Totale       | -     | 15      | 6       | 9       | 15           | 5            | 10           | 30     | 11     | 19     |

### Statistiche dei giocatori
Dati non disponibili.